# Otto Griessing
Otto Griessing (* 19. Januar 1897 in München; † 11. November 1958 in Überlingen) war ein deutscher Elektrotechniker. Otto Griessing wurde bekannt als Entwickler des „Volksempfängers“, eines auf der 10. Großen Deutschen Funkausstellung im August 1933 der Öffentlichkeit präsentierten Radioapparates (Audion). Griessing entwickelte den preiswerten Röhrenempfänger auf Geheiß des Reichspropagandaministers Joseph Goebbels. Die Volksempfänger waren in den verschiedenen Versionen die im Deutschen Reich zwischen 1933 und 1945 am meisten produzierten Radios. Auch der 1938 vorgestellte „Deutsche Kleinempfänger“ wird als Volksempfänger bezeichnet.

## Leben
Der Sohn eines bayerischen Unteroffiziers besuchte die Schule in München, zog 1914 als Freiwilliger ins Feld, wobei er als Funker, zuletzt als Leutnant an den Kämpfen im Osten und Westen teilnahm. 1918 wurde er im Orient eingesetzt und nach Abschluss des türkischen Waffenstillstands interniert. Ab 1919 studierte er am Polytechnikum in Würzburg (heute: Hochschule für angewandte Wissenschaften). 
Mit Interesse für Hochfrequenztechnik begann er in Berlin bei der Firma Erich F. Huth unter dem Laboratoriumsleiter Karl Rottgardt. Einige Jahre später wechselte er zum Sender München, den er mit aufbaute. Bei Sendebeginn der Deutschen Stunde am 30. März 1924 war er Technischer Direktor. Von Januar 1926 bis August 1927 war er als Technischer Direktor beim Aufbau einer nachrichtentechnischen Fabrik in Toblach (Italien) beteiligt, der er vorstand. Ab September 1927 arbeitete er in Berlin-Schöneberg bei Georg Seibt, wo er bald zum Chefkonstrukteur aufstieg. Auf Wunsch von Goebbels begann er im Frühjahr 1933 mit der Konstruktion eines für jedermann erschwinglichen Hörfunkempfängers. Wettbewerber waren die beiden Berliner Firmen Telefunken, damals eine Tochtergesellschaft von AEG und Siemens & Halske, sowie die Ideal-Werke AG für drahtlose Telephonie (ab 1938 Blaupunkt). Die Auswahlkommission entschied sich für Griessings Modell, den späteren VE 301. Die Gestaltung des Gehäuses stammte im Wesentlichen von Walter Maria Kersting. Auf der Funkausstellung 1933 wurde es mit 76 Reichsmark (entspricht in heutiger Kaufkraft und Währung 424 Euro) zum halben Preis eines vergleichbaren Geräts angepriesen und im Herbst waren bereits 200.000 Stück verkauft. Eine batteriebetriebene Version kostete 65 RM. Auf der 16. Großen Deutschen Funk- und Fernseh-Ausstellung Berlin bekam 1939 Griessing in SA-Uniform den Funkpreis über 10.000 RM überreicht.